# Mikroschalter

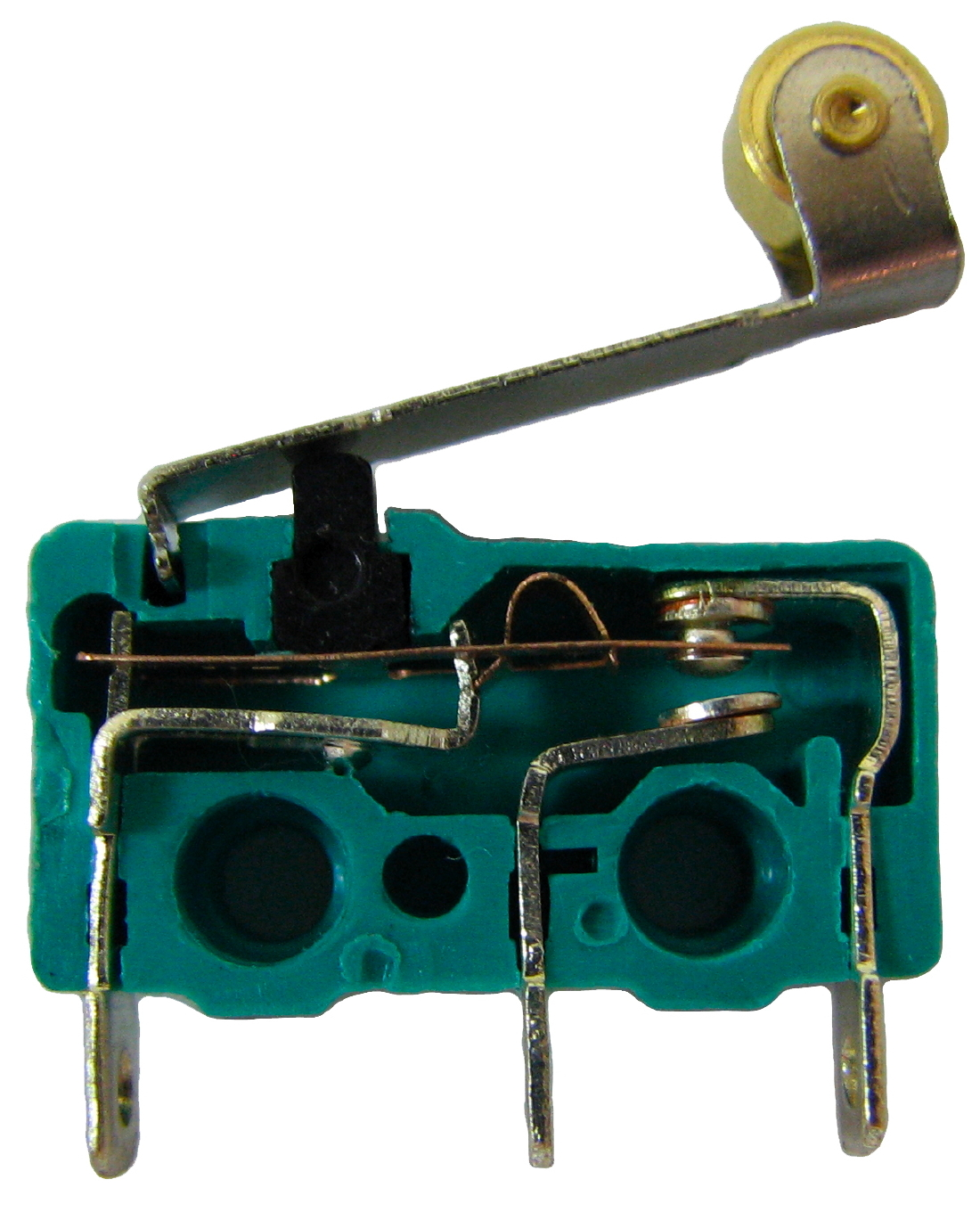
Geöffneter Mikroschalter

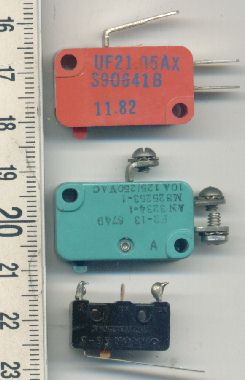
Diverse Mikroschalter

Ein Mikroschalter ist ein elektrischer Schalter, dessen Kontakte im geöffneten Zustand weniger als 3 mm Abstand voneinander haben. Das Gehäuse ist mit dem Symbol µ gekennzeichnet. Besonders bekannt wurde der Mikroschalter mit schnappendem System als Standardbauteil in vielen Elektrogeräten, beispielsweise in Computermäusen.
Bauformen als Öffner und Schließer sind möglich, außerdem die Bauform als Wechsler mit den drei Anschlüssen Öffnerkontakt, Schließerkontakt und Schaltzunge.
Durch den geringen Kontaktabstand eignet sich der Mikroschalter nur für das Schalten geringer Lasten. Am häufigsten kommt er in Wegsensor- oder Positionsschalter-Anordnungen an digitalen Steuerungen zum Einsatz.

## Normung
Mikroschalter sind in der DIN Norm 41635:1981-09 beschrieben.